# Trabalhadores do Comércio
Os Trabalhadores do Comércio são uma banda de música portuguesa formada na década de 80 por Sérgio Castro e Álvaro Azevedo, músicos dos Arte & Ofício, juntamente com João Luís Médicis que quando a banda começou tinha apenas sete anos.
Alcançaram grande sucesso com temas como Chamem a Polícia, A Cançom Que o Abô Minsinou, A Chabala do Meu Curaçom, Apunhalaste a Minha Mãe, Molhareita Fartura na Tua Tassa Quente ou Taquetinho Ou Lebas Nu Fucinhu.
Em 1986 participam no Festival RTP da Canção com o tema Tigres de Bengala, que se classificou no pódio. A compilação "O Milhor dos Trabalhadores do Comércio" é lançada em 1995 e reeditada em 1996, integrando dois novos temas; já no século XXI lançam, com distribuição da Farol Music, o disco "Iblussom" em 2007. Em 2011 é lançado o álbum "Das Turmêntas Hà Boua Isperansa" que se apresenta sobre a forma de um livro de mais de 250 páginas, onde se conta a história dos 10 primeiros anos da banda, integrada na História do Roque Português desse mesmo período.

## Discografia
Entre a sua discografia encontram-se:

### Long-play(LP)
- 1981 - Tripas à Moda Do Porto, editora Polydor Records[7]
- 1982 - Na Braza, editora Polygram
- 1986 - Mais Um Membro P'ra Europa, editora Tigres de Bengala[8] (edição na Galiza, Edigal)[8][9]
- 1990 - Sermões a Todo o Rebanho, editora Polydor Records[10]
- 1995 - O Milhor dos Trabalhadores do Comércio, compilação, editora Polydor Records[11]
- 1996 - O Milhor dos Trabalhadores do Comércio, compilação, editora Polydor Records (2.ª edição com dois novos temas)
- 2001 - O Melhor de 2 Trabalhadores do Comércio e DaVinci (Compilação, editora PolyGram)[12]
- 2007 - Iblussom (2CD), editora Farol/TDB)[13]
- 2011 - Imbictus (álbum banda desenhada + CD Tugaland)
- 2011 - Das Turmêntas Hà Boua Isperansa (CD+livro), editora Tigres de Bengala[14]
- 2023 - Objecto (álbum em vinil e álbum em CD), editora Planta Sónica Music

### Singles
- 1980 - Lima 5 / Que Me Dizes Au Cuncurso, editora Rádio Produções Europa[15]
- 1980 - A Cançõm Quiu Abô Minsinoue / A Chabala do Meu Curaçom, editora Gira[16][17]
- 1981 - Chamem a Policia / Sou Um Gajo do Porto, editora Gira (disco não autorizado, MONO)[18]
- 1981 - Chamem a Policia, editora Polygram
- 1981 - Alaibe et Chico´s Bar, EP inédito ao vivo
- 1986 - Os Tigres de Bengala S. F. R./ No Baile de São Bento (da Bitória), editora Vaga / Transmédia
- 1996 - Chamem A Pulissia / Nel Ligeiro, editora Polygram
- 1996 - Taquetinho Ou Lebas Nu Fucinhu, editora Polygram
- 2006 - Febras de Sábadà Noite / Cordàbida, editora TDB
- 2006 - Ardenmus Olhus / De Manhá eu Bou ó Pom, editora Farol
- 2007 - Bares Citadinus, editora Farol
- 2009 - No colo do Douro / O Voto Ütil, editora TDB
- 2010 - Gladiador (CD Extra), editora TDB
- 2023 - Na Desportiba (single digital) editora Planta Sónica Music
- 2023 - Puresta Cidade (single digital) editora Planta Sónica Music

## Impacto
A canção "Chamem a polícia'" foi listada no 38 lugar nas "101 canções que marcaram Portugal" e no número 10 da lista "40 anos do boom do rock português, 40 canções que fizeram história" da revista Blitz.
O álbum Tripas à Moda do Porto foi considerado o 16.º melhor álbum de sempre da música portuguesa feitos na Invicta.
A música dos Trabalhadores do Comércio serviu também de inspiração para a designer de moda Maria Gambina.